# Cshollima vonal
A Cshollima vonal (hangul: 천리마선, Cshollimaszon, handzsa: 千里馬線, RR: Cheonrimaseon, ’Cshollima (Cheonrima)’) a phenjani metró újabb vonala, legújabb állomását 1987. április 10-én adták át. Hossza kb. 20 km, nyomtávja a szabványos 1435 mm.
| Állomás neve                                 | Állomás neve                                 | Állomás neve                                 | Jelentése                                    | Itt található                                                                         | Megnyitás                                    | Hely                                         | Hely                                         |
| Koreaiul                                     | Handzsa (Hanja)                              | Magyar átírásban                             | Jelentése                                    | Itt található                                                                         | Megnyitás                                    | Hely                                         | Hely                                         |
| 1-es „Cshollima (Chŏllima)” vonal (천리마선) | 1-es „Cshollima (Chŏllima)” vonal (천리마선) | 1-es „Cshollima (Chŏllima)” vonal (천리마선) | 1-es „Cshollima (Chŏllima)” vonal (천리마선) | 1-es „Cshollima (Chŏllima)” vonal (천리마선)                                          | 1-es „Cshollima (Chŏllima)” vonal (천리마선) | 1-es „Cshollima (Chŏllima)” vonal (천리마선) | 1-es „Cshollima (Chŏllima)” vonal (천리마선) |
| -------------------------------------------- | -------------------------------------------- | -------------------------------------------- | -------------------------------------------- | ------------------------------------------------------------------------------------- | -------------------------------------------- | -------------------------------------------- | -------------------------------------------- |
| 붉은별                                       | —                                            | Pulgunbjol (Pulgŭnbyŏl)                      | Vörös csillag                                | Phenjani 2. sz. Kórház                                                                | 1973. szeptember 6.                          | Phenjan (P'yŏngyang)                         | Teszong-kujok (Taesŏng-kuyŏk)                |
| 전우                                         | 戰友                                         | Csonu (Chŏnu)                                | Bajtárs                                      | Átszállás a Hjoksin (Hyŏksin) vonalra                                                 | 1973. szeptember 6.                          | Phenjan (P'yŏngyang)                         | Moranbong-kujok (Moranbong-kuyŏk)            |
| 개선                                         | 凱旋                                         | Keszon (Kaesŏn)                              | Diadal                                       | Diadalív, Kim Ir Szen (Kim Il-sung) Stadion                                           | 1973. szeptember 6.                          | Phenjan (P'yŏngyang)                         | Moranbong-kujok (Moranbong-kuyŏk)            |
| 모란봉                                       | 牡丹峰                                       | Moranbong                                    | Moranbong (Bazsarózsadomb)                   | Fiatalok parkja, Kim Ir Szen (Kim Il-sung) és Kim Dzsongil (Kim Jŏng-il) óriásszobrai | 1973. szeptember 6.                          | Phenjan (P'yŏngyang)                         | Csung-kujok (Chung-kuyŏk)                    |
| 승리                                         | 勝利                                         | Szungni (Sŭngni)                             | Győzelem                                     | Bevásárlóközpont                                                                      | 1973. szeptember 6.                          | Phenjan (P'yŏngyang)                         | Csung-kujok (Chung-kuyŏk)                    |
| 봉화                                         | 烽火                                         | Ponghva (Ponghwa)                            | Jelzőtűz                                     |                                                                                       | 1973. szeptember 6.                          | Phenjan (P'yŏngyang)                         | Csung-kujok (Chung-kuyŏk)                    |
| 영광                                         | 榮光                                         | Jonggvang (Yŏnggwang)                        | Dicsfény                                     | Phenjani vasútállomás, Koryo Hotel                                                    | 1987. április 4.                             | Phenjan (P'yŏngyang)                         | Csung-kujok (Chung-kuyŏk)                    |
| 부흥                                         | 復興                                         | Puhung (Puhŭng)                              | Újjáéledés                                   | Pjongcshon (P'yŏngch'ŏn) Hőerőmű                                                      | 1987. április 10.                            | Phenjan (P'yŏngyang)                         | Phjongcshon-kujok (P'yŏngch'ŏn-kuyŏk)        |